# Chinatown (Amsterdam)
La Chinatown di Amsterdam  (in cinese tradizionale 阿姆斯特丹唐人街 of
Amsie唐人街) è lo storico quartiere etnico cinese della città. Situata attorno Geldersekade e Zeedijk nel distretto di Amsterdam-Centrum, è la più antica chinatown d'Europa.

## Storia
Tra il 1900 e il 1930, molti cinesi arrivarono nei Paesi Bassi venendo reclutati marinai olandesi come manodopera a basso costo. Nel 1911, le navi olandesi portarono i primi marinai cinesi nei porti di Rotterdam e Amsterdam, dove crearono la prima chinatown d'Europa, vicino al Binnen Bantammerstraat. Con la grande depressione del 1929, la maggior parte di essi rimase nel territorio favorendo il suo accrescimento. Durante la prima metà del secolo, la comunità cinese si concentrò principalmente su una dozzina di ristoranti nel Binnen Bantammerstraat. All'inizio degli anni 20, Ng Tse Ching fu il primo imprenditore cinese ad aprire il primo ristorante cinese, il Kong Hing.
Dopo la seconda guerra mondiale, gli olandesi scoprirono la cucina cinese e la chinatown si estese ulteriormente fino allo Zeedijk.

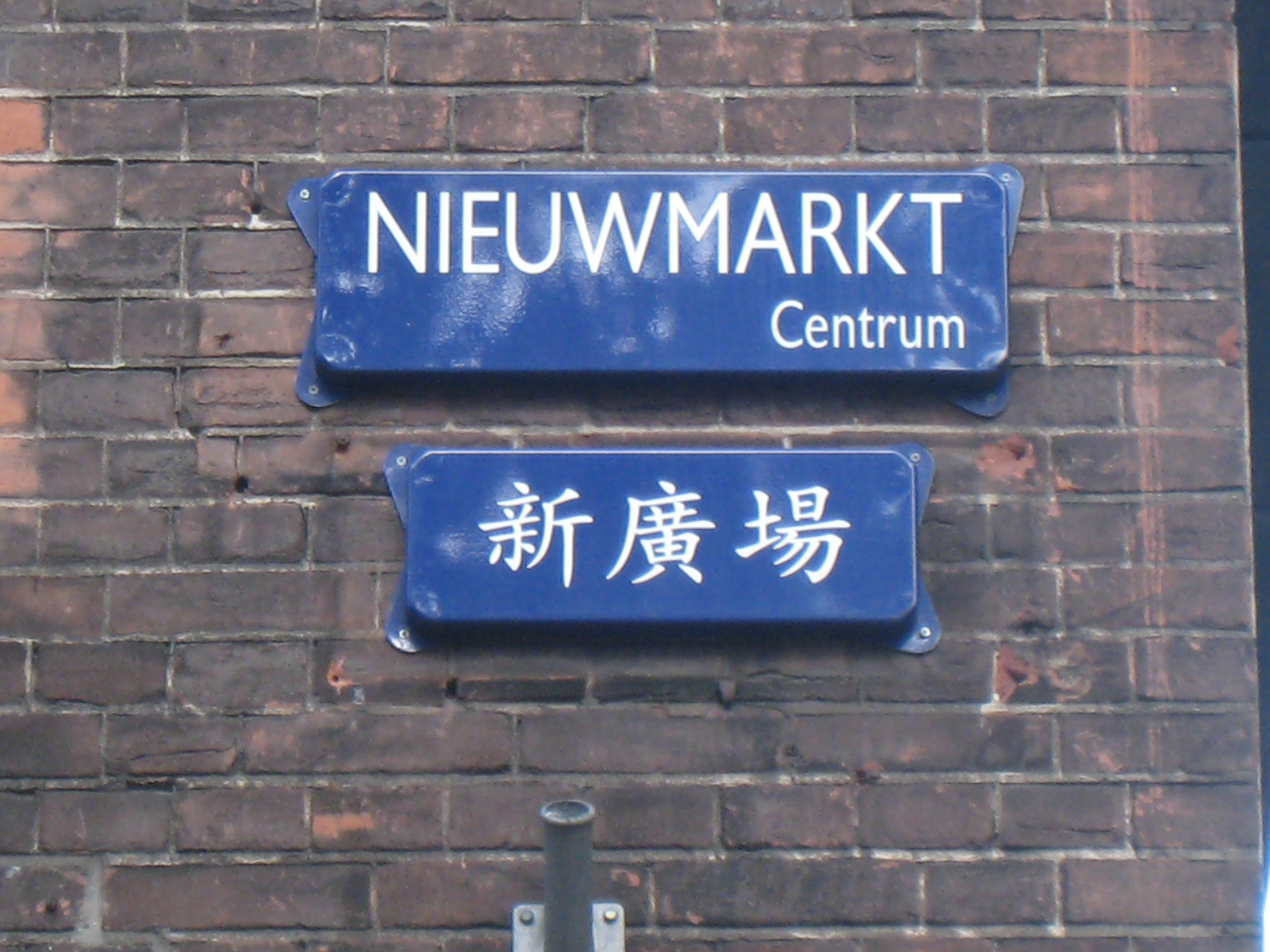
Esempio di segnale stradale bilingue.

Data l'espansione della comunità cinese ad Amsterdam, i segnali stradali diventarono bilingue (olandese e cinese). Inoltre dopo i ristoranti, apparvero sempre più compagnie orientali, tra cui agenzie di viaggio, negozi di spezie, toko e tipografie.

## Monumenti e luoghi d'interesse
Uno dei monumenti più significativi della chinatown è il tempio di He Hua, il più grande edificio religioso europeo in stile cinese, costruito all'inizio del XXI secolo. Fra gli altri monumenti presenti nel quartiere cinese ci sono: il Montelbaanstoren, una storica torre difensiva costruita nel 1516, precedentemente usata come luogo di culto per la comunità cinese.